# Athyreus larseni
Athyreus larseni är en skalbaggsart som beskrevs av Henry Fuller Howden 2002. Athyreus larseni ingår i släktet Athyreus och familjen Bolboceratidae. Inga underarter finns listade.